# Ett rum i våra hjärtan
Ett rum i våra hjärtan (italienska: La stanza del figlio) är en italiensk dramafilm från 2001, skriven och regisserad av Nanni Moretti som också spelar huvudrollen.
Filmen har vunnit flera priser, bland annat Guldpalmen och FIPRESCI-priset vid filmfestivalen i Cannes 2001 och David di Donatello för bästa film. Filmen utsågs också till Italiens bidrag till Oscarsgalans kategori Bästa icke-engelskspråkiga film 2002.

## Handling
Giovanni är en psykiater med en framgångsrik klinik i ett litet samhälle nära havet. Han har ett kärleksfullt förhållande med sin fru Paola och de har två välanpassade tonåringar, Andrea och Irene. Men lugnet krossas när Andrea oväntat dör i en dykolycka. Giovanni klarar inte längre av att fortsätta arbeta och beskyller sig själv för dödsfallet eftersom han planerade att jogga med Andrea den morgonen, men valde istället att ta ett nödsamtal från en klient. Paola och Irene sjunker också de djupare ned i sin ilska och sorg. 
En oväntad hemlighet ur deras sons liv tvingar dock familjen att konfrontera sina känslor när Arianna, en tjej som hade en sommarromans med Andrea, skickar ett kärleksbrev till honom ovetande om hans bortgång.

## Medverkande
| Nanni Moretti      | – Giovanni |
| Laura Morante      | – Paola    |
| Jasmine Trinca     | – Irene    |
| Giuseppe Sanfelice | – Andrea   |
| Sofia Vigliar      | – Arianna  |
| Renato Scarpa      | – rektorn  |
| Roberto Nobile     | – prästen  |
| Silvio Orlando     | – Oscar    |
| Stefano Accorsi    | – Tommaso  |